# Maleah Joi Moon
Maleah Joi Moon (Franklin, 23 settembre 2002) è un'attrice statunitense.

## Biografia
Nata e cresciuta nel New Jersey, nel novembre 2023 ha esordito sulle scene interpretando la protagonista Ali nel musical di Alicia Keys Hell's Kitchen, in scena nell'Off-Broadway. L'anno seguente ha esordito a Broadway nel medesimo spettacolo e per la sua interpretazione ha vinto il Theatre World Award, il Drama Desk Award ed il Tony Award alla miglior attrice protagonista in un musical; per l'incisione discografica dello show ha vinto il Grammy Award al miglior album di un musical teatrale nel 2025.

## Filmografia
- Mystic Christmas, regia di Marlon Hunter – film TV (2023)

## Teatro
- Hell's Kitchen, musiche di Alicia Keys, libretto di Kristoffer Diaz, regia di Michael Greif. Public Theatre dell'Off-Broadway (2023), Shubert Theatre di Broadway (2024)

## Riconoscimenti
- Lucille Lortel Award
  - 2024 – Candidatura per il miglior protagonista di un musical per Hell's Kitchen
- Drama Desk Award
  - 2024 – Miglior interpretazione protagonista in un musical per Hell's Kitchen
- Grammy Award
  - 2025 – Miglior album di un musical teatrale per Hell's Kitchen – Original Broadway Cast Recording
- Theatre World Award
  - 2024 – Miglior esordiente per Hell's Kitchen
- Tony Award
  - 2024 – Miglior attrice protagonista in un musical per Hell's Kitchen